# Stigmella pomivorella
Stigmella pomivorella là một loài bướm đêm thuộc họ Nepticulidae. Nó được tìm thấy ở New York, Washington, Massachusetts, Nova Scotia, Ontario và British Columbia.
Sải cánh dài khoảng 5 mm.

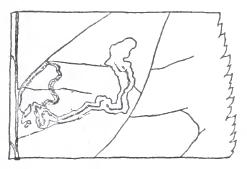
Mine

Ấu trùng ăn Rosaceae species. Chúng ăn lá nơi chúng làm tổ. The larvae mine long narrow serpentine tracks, gradually widening at the end. The cocoon is reddish brown.